# Bandera de l'orgull

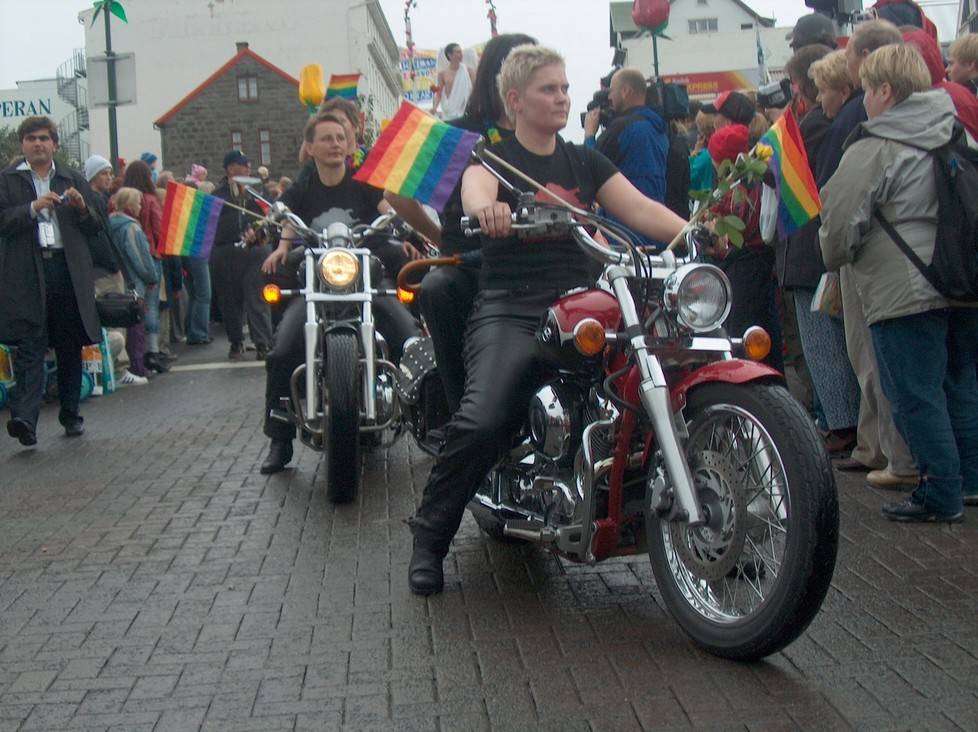
Motociclistes en el Dia Internacional de l'Orgull LGBT de Islàndia lluint la bandera de l'Arc de Sant Martí

El concepte de "bandera de l'orgull" normalment es refereix a una bandera que representa un segment o part de la comunitat LGTBI, de manera que el concepte "orgull" s'entén referit a "orgull LGBT". La bandera de l'Arc de Sant Martí és la més usada en aquest sentit i considerada com el símbol LGTBI en general. Hi ha derivats d'aquesta que solen usar-se per a centrar-se en grups d'interessos similars als de la comunitat (per exemple, la subcultura del cuiro). També hi ha banderes de l'orgull que no es troben relacionades únicament amb temes LGTBI, com per exemple la del poliamor. Els termes bandera LGTBI i bandera queer solen usar-se de manera indistinta, especialment en el món anglosaxó.

## Exemples més coneguts
- Bandera de l'orgull bisexual,[5] representa les persones bisexuals i les seves comunitats.
- Bandera de l'Arc de Sant Martí,[6] representa a les comunitats lesbianes, gais, bisexuals i transgènere.
- Banderes de l'orgull transgènere,[7] es tracta d'una varietat de banderes que han estat usades, i encara ho son, per a representar l'orgull transgènere, la diversitat i els drets dels individus transgènere, les seves organitzacions, comunitats i aliats.
- Bandera de l'orgull pansexual,[8] per a les persones pansexuals.
- Bandera de l'orgull de l'os,[9] representa la subcultura bear.
- Bandera de l'orgull gai de Sud-àfrica,[10] representa la cultura LGTBI a Sud-àfrica.
- Bandera de la intersexualitat,[11] representa a les persones intersexuals i les seves comunitats.
- Bandera de la comunitat del cuiro,[12] representa la subcultura del cuiro (i, a vegades, per extensió, la comunitat BDSM).

## Galeria

banderes de l'orgull
LGBTI
Agènere
Aromàntic
Asexual
Bear
bisexual
Bigènere
Demisexual
Gai[13][14]
Bandera de l'orgull gai de Sud-àfrica
Gènere fluid
Genderqueer
Intersexual (2010)
Intersexual (2013)
Bandera de l'orgull del Cuiro
Feminisme lèsbic
Lesbianisme
No-binari
Pansexual
Pink Jack
Poliamor
Polisexual
Orgull progressiu
Fetitxisme del làtex
Aliat heterosexual
Transgènere
Transgènere i genderqueer d'Israel